# Audruicq
Audruicq je francouzská obec v departementu Pas-de-Calais v regionu Hauts-de-France. Žije zde přibližně 5 300 obyvatel.

## Poloha obce
Obec leží na severozápadě departementu Pas-de-Calais.

### Sousední obce
| Růžice kompasu | Nouvelle-Église | Vieille-Église | Saint-Omer-Capelle Saint-Folquin | Růžice kompasu |
| Růžice kompasu | Nortkerque      | Sever          | Sainte-Marie-Kerque              | Růžice kompasu |
| Růžice kompasu | Nortkerque      | Audruicq       | Sainte-Marie-Kerque              | Růžice kompasu |
| Růžice kompasu | Nortkerque      | Jih            | Sainte-Marie-Kerque              | Růžice kompasu |
| Růžice kompasu |                 | Zutkerque      | Polincove                        | Růžice kompasu |

## Vývoj počtu obyvatel
Počet obyvatel 